# Trichasterina (sponsdier)
Trichasterina is een geslacht van sponsdieren uit de klasse van de Hexactinellida.

## Soorten
- Trichasterina borealis Schulze, 1900
- Trichasterina sagittaria Topsent, 1913